# Health Level 7
Health Level 7 (HL7) è un'associazione non profit internazionale che si occupa di gestire standard per la sanità. HL7 è riferito anche ad alcuni degli specifici standard creati da questa associazione (es. HL7 v2.x, v3.0, CDA, ecc.).
Fondata nel 1987 e riconosciuta dall'American National Standards Institute nel 1994, riunisce organizzazioni affiliate da oltre 40 paesi.